# Hillsborough (Grenada)
Hillsborough ist der größte Ort auf der Insel Carriacou in Grenada. Der Ort dient als Handels- und Verwaltungszentrum für das grenadische Nebengebiet (dependency) „Carriacou and Petite Martinique“ (auch als „Southern Grenadine Islands“ bekannt).

## Geographie
Der Ort liegt an der Ostküste der Insel (Hillsborough Bay). Es bestehen Fährverbindungen nach St. George’s und Petite Martinique. Der Flugplatz Lauriston liegt etwa zwei Kilometer südwestlich.

## Geschichte
1796 war die Hillsborough Bay Ausgangspunkt für einen Angriff von Sir Ralph Abercromby auf die Spanier. Heute befindet sich im Ort das Carriacou National Museum in der Paterson Street. Das Museum war früher eine Cotton Gin Mill. Das Museum wird von der Carriacou Historical Society verwaltet.

## Bildung
Im Ort gibt es fünf Schulen.

## Klima
Das Klima ist ein saisonal tropisches Klima mit einer Regenzeit von Juni bis Dezember und einer Trockenzeit von Januar bis Mai.
| Monat                    | Jan | Feb | Mar | Apr | May | Jun | Jul | Aug | Sep | Oct | Nov | Dec |
| ------------------------ | --- | --- | --- | --- | --- | --- | --- | --- | --- | --- | --- | --- |
| Höchsttemperaturen °C    | 28  | 29  | 29  | 30  | 31  | 30  | 30  | 31  | 31  | 31  | 30  | 29  |
| Min.temp. °C             | 21  | 21  | 21  | 22  | 23  | 23  | 23  | 23  | 23  | 23  | 22  | 22  |
| Source: HolidayCheck.com |     |     |     |     |     |     |     |     |     |     |     |     |